# Tour de l'Horloge de Bellegarde-en-Marche
Pour les articles homonymes, voir tour de l'horloge.

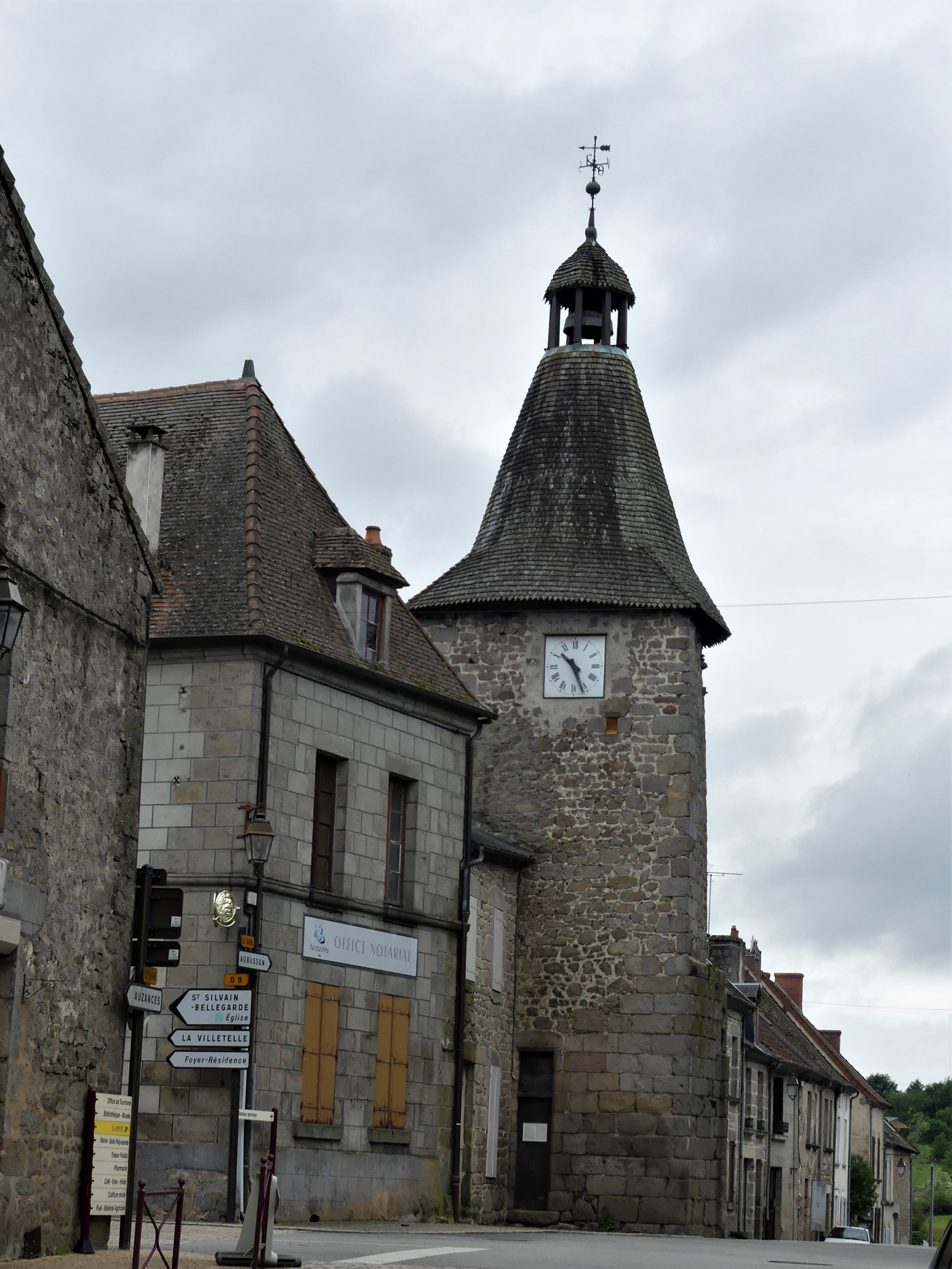
La tour côté Est à l'intérieur du bourg

La tour de l'horloge de Bellegarde-en-Marche est une tour médiévale située dans le département de la Creuse, région Nouvelle-Aquitaine, en France.

## Description
Avec la Tour Jacqueron (à l'extrémité Est du bourg historique), c'est le bâtiment emblématique de Bellegarde-en-Marche, reliquat des anciens remparts de la bastide qui emmurait tout le bourg.

## Galerie

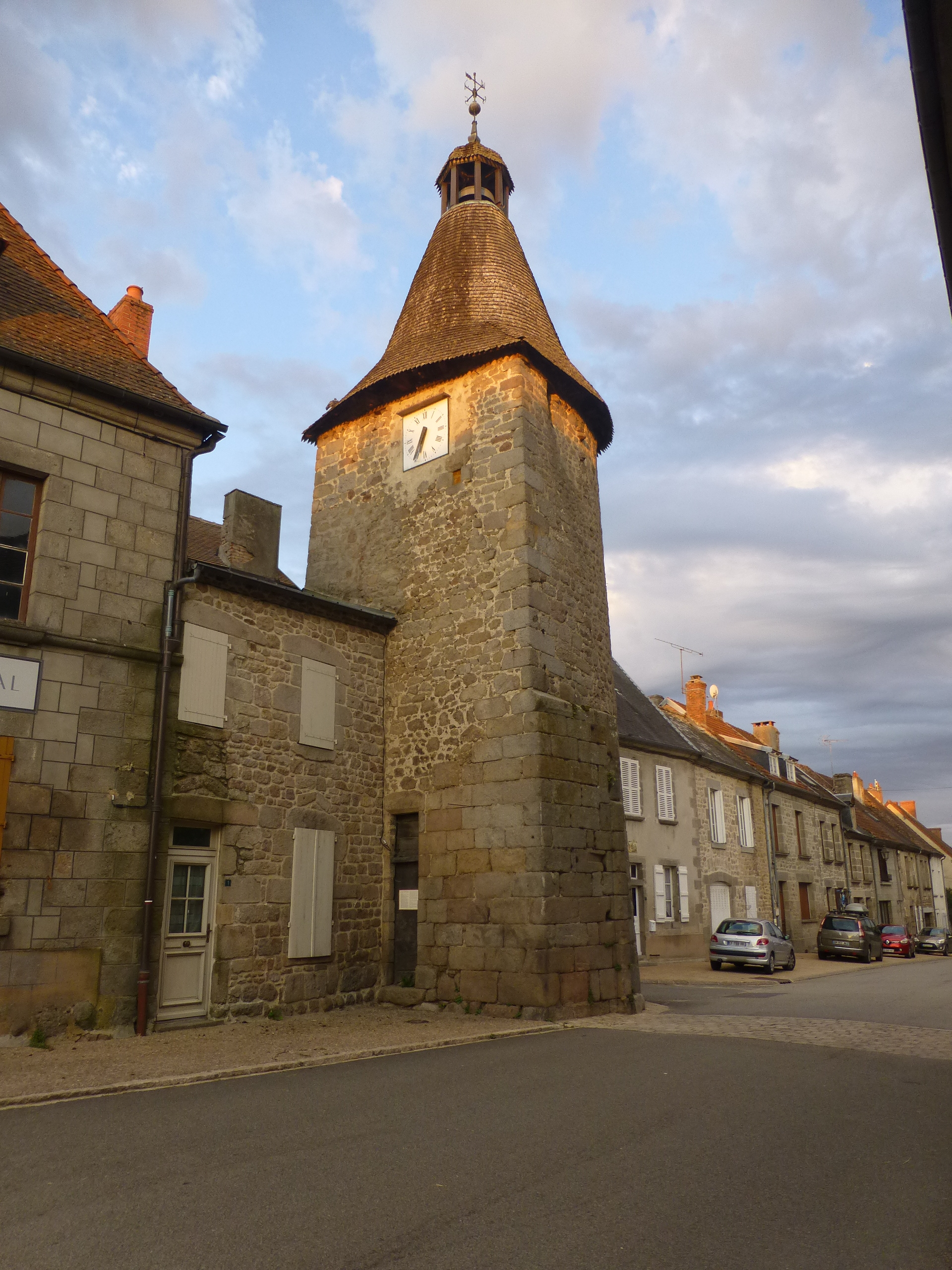
Tour de l'horloge de Bellegarde-en-Marche à l'aurore (vue de l'intérieur du bourg, juillet 2019)
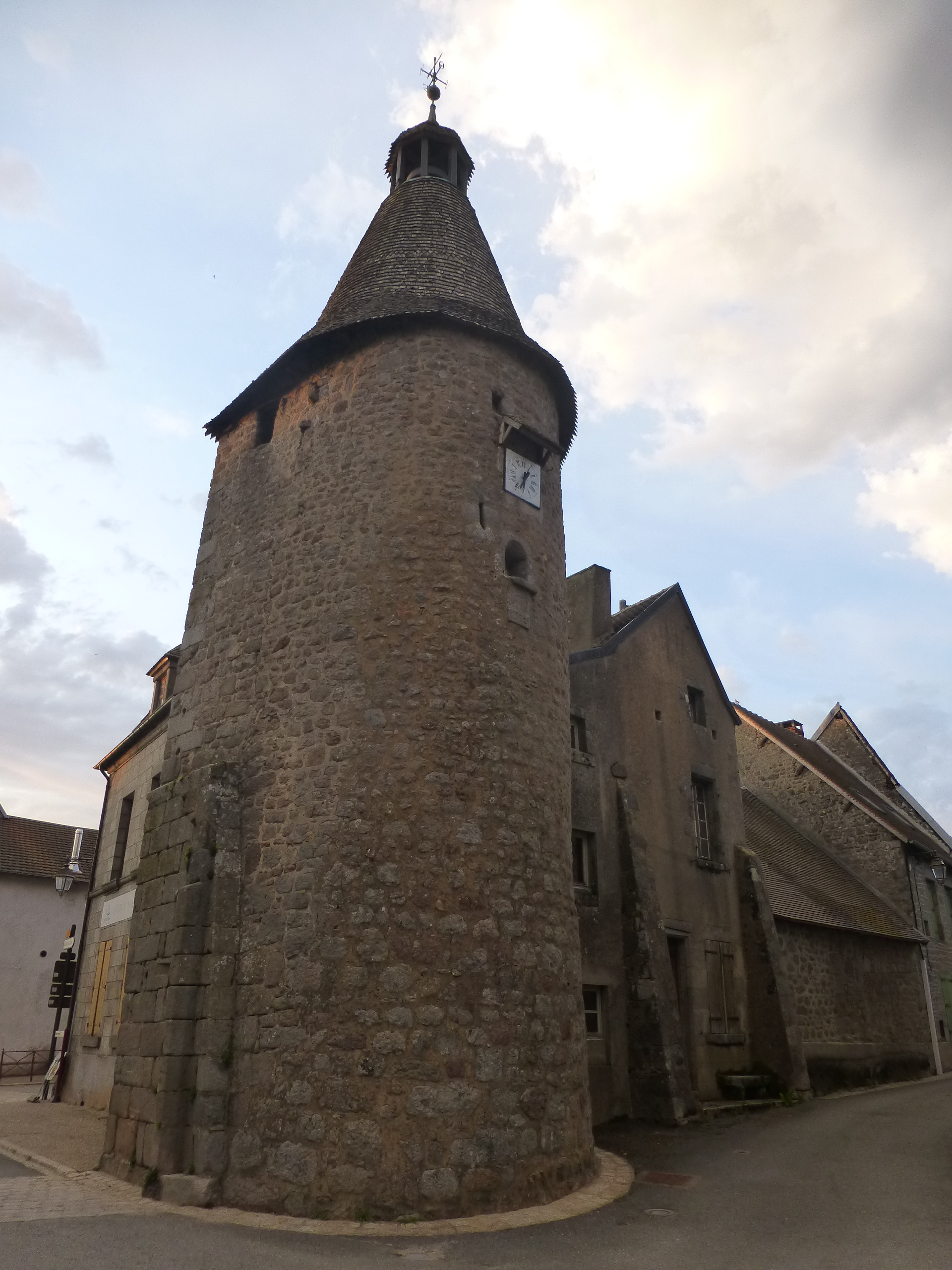
Tour de l'horloge de Bellegarde-en-Marche à l'aurore (vue de l'extérieur du bourg, juillet 2019). Anciennes fortifications visible derrière la tour.
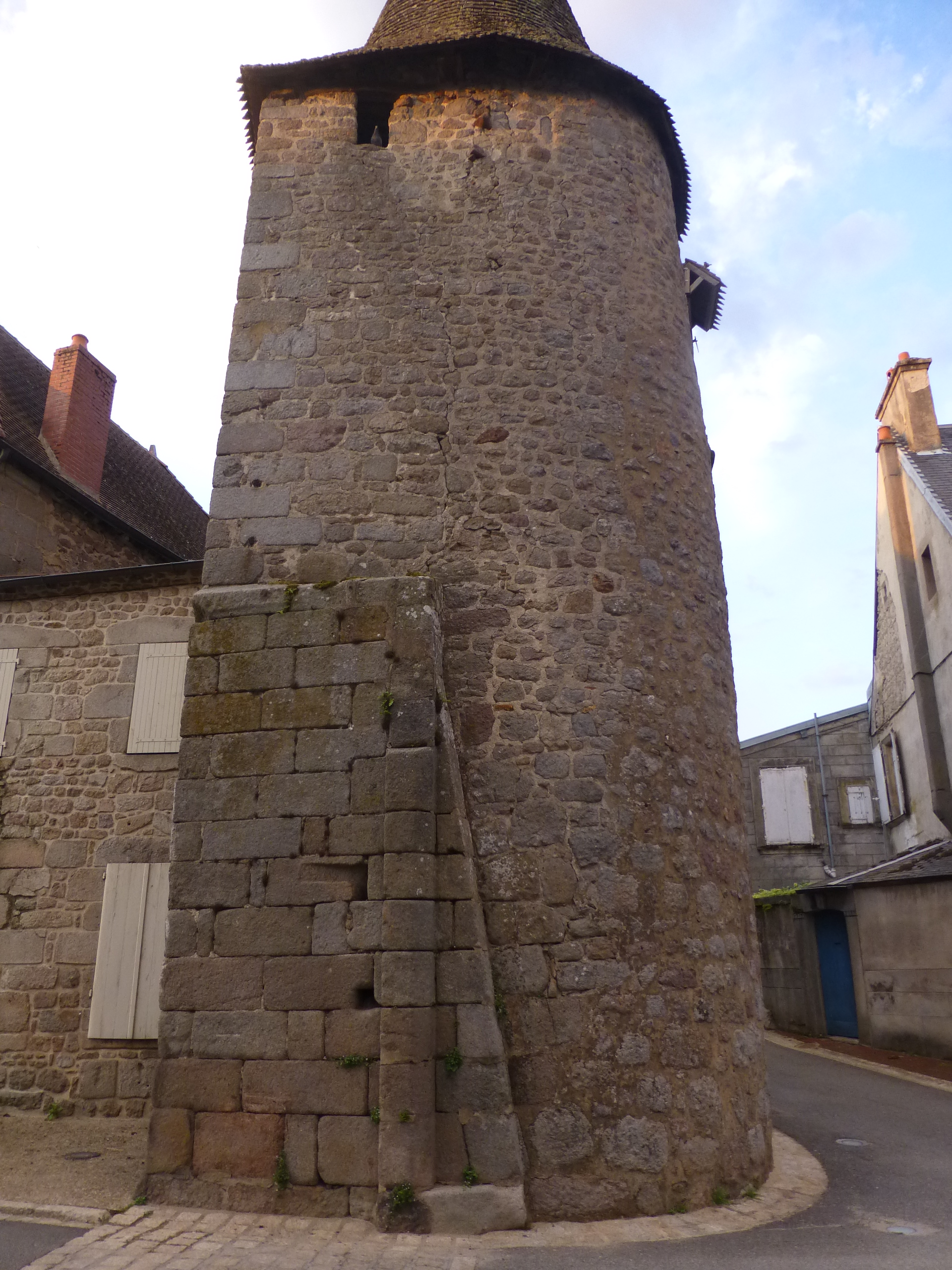
Vue côté Nord, la feuillure sur laquelle battait la porte de la bastide est visible ici
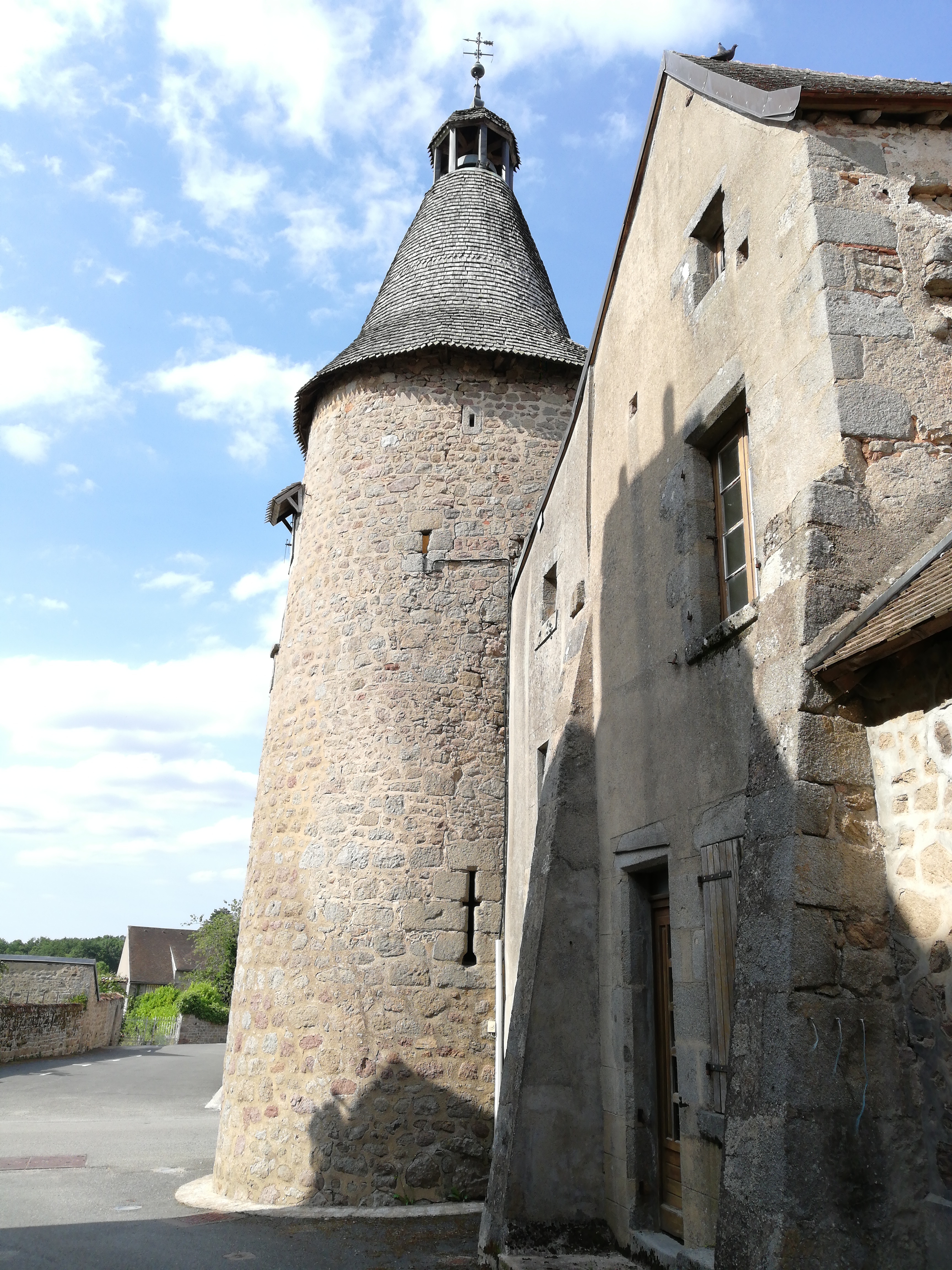
Vue côté Sud, on peut voir trois meurtrières de différentes tailles et de différentes époques
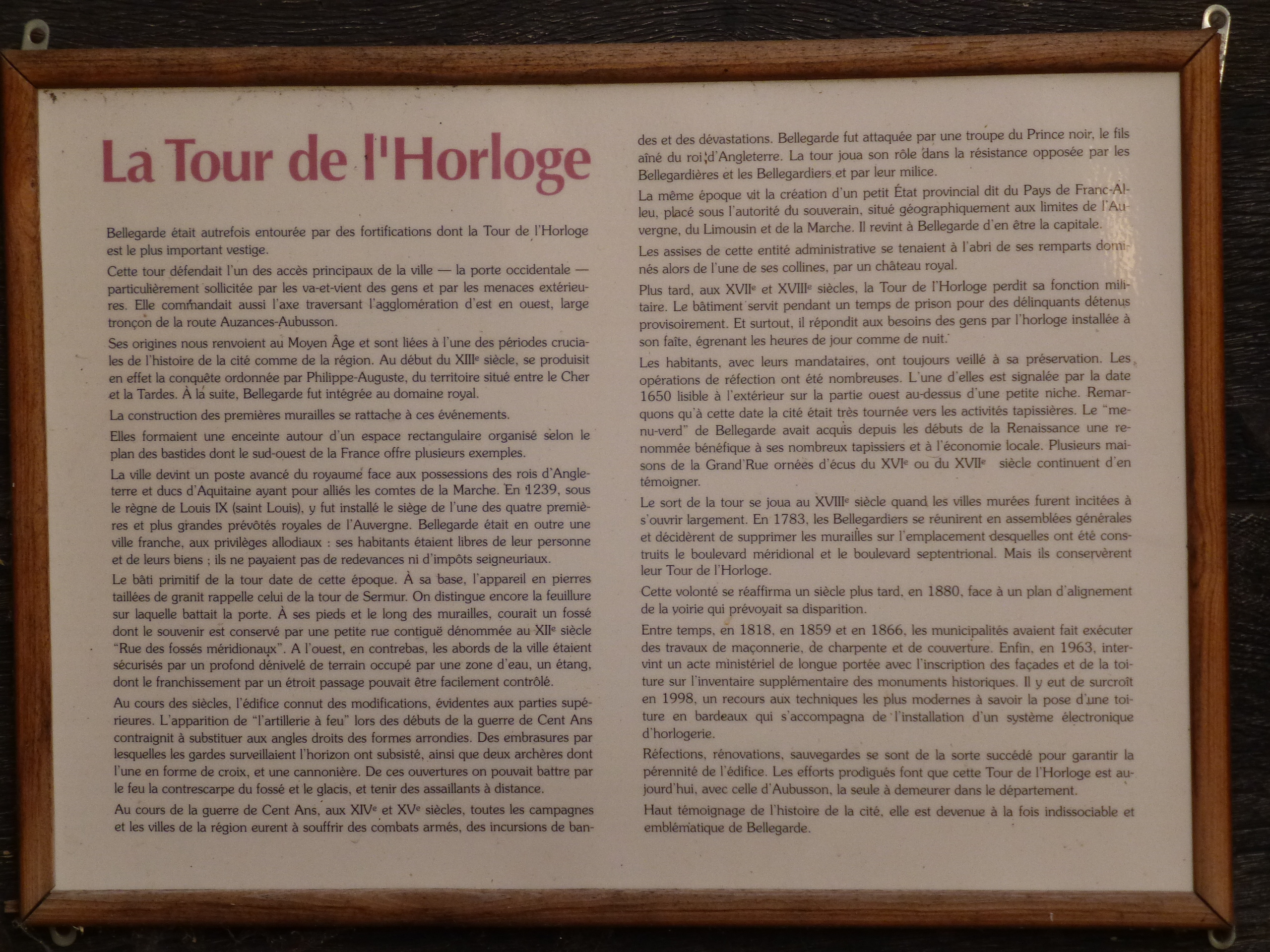
Texte explicatif (sur la porte de la tour)
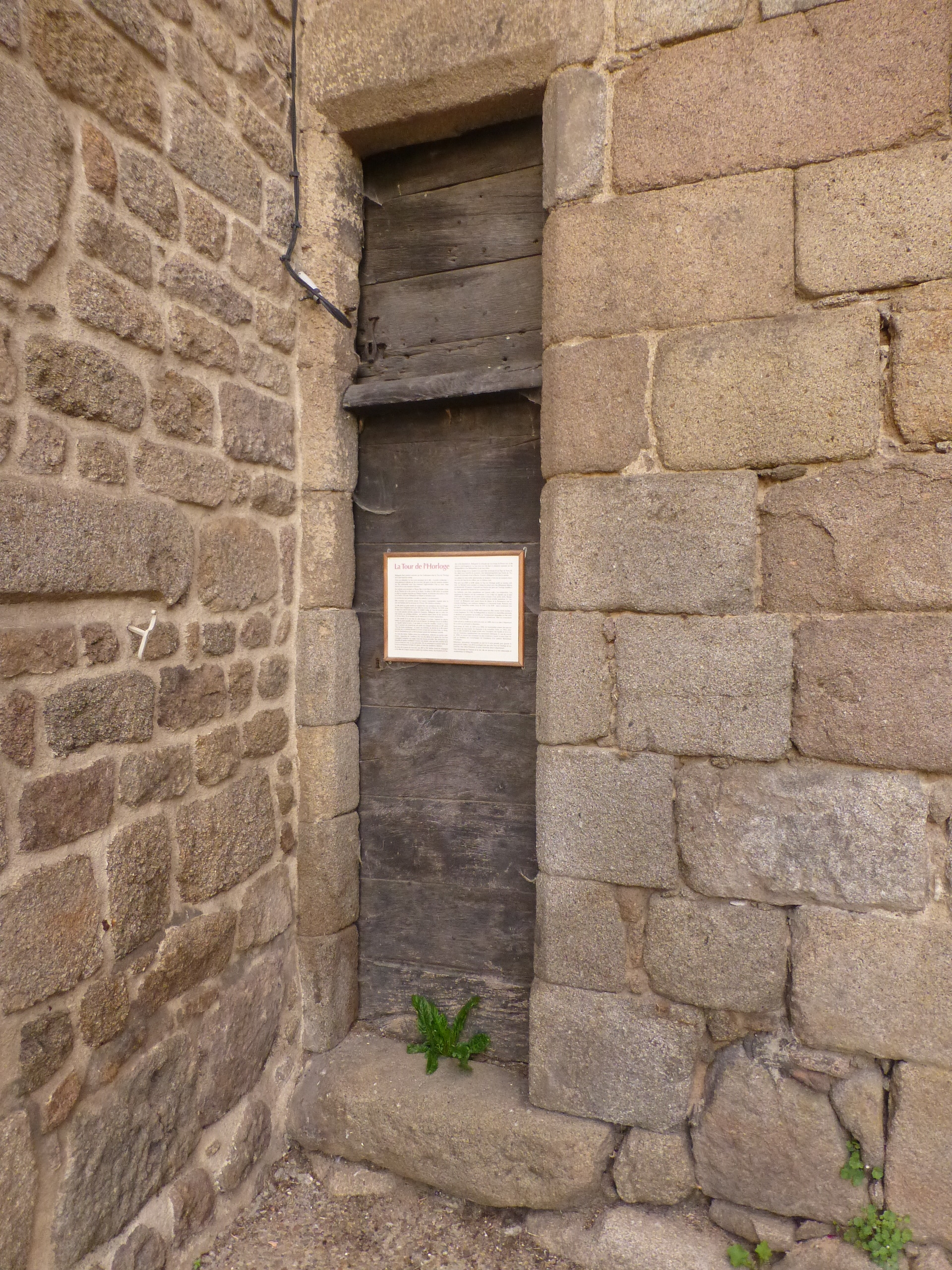
Unique porte d'accès à l'intérieur de la tour (environ 40cm de large x 2m10 de haut divisé par une traverse)
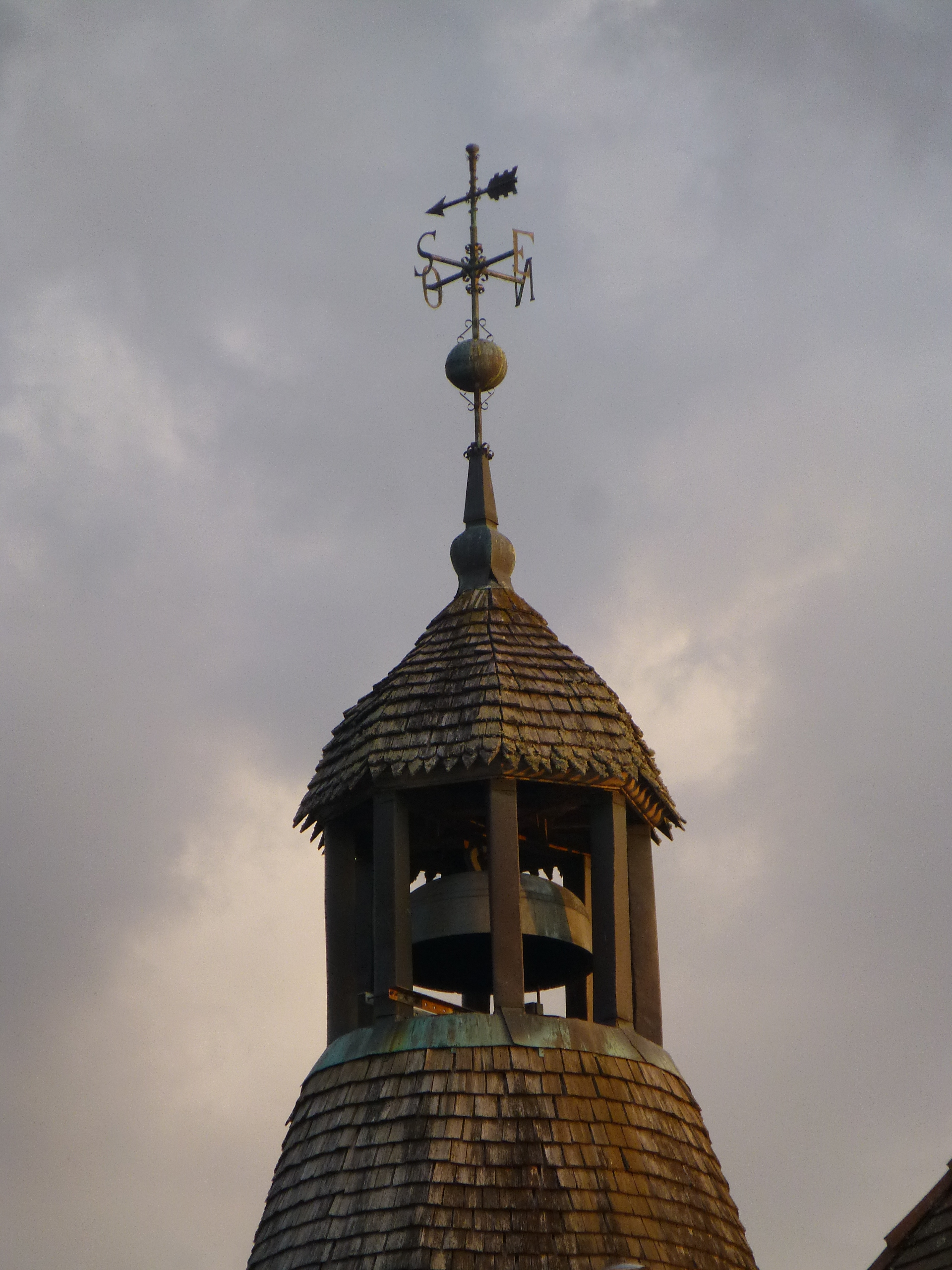
Clocher (et girouette) de la tour de l'horloge. On y voit les bardeaux recouvrant la tour.